# Catherine Vautrin
Pour les articles homonymes, voir Vautrin.
Catherine Vautrin , née le 26 juillet 1960 à Reims (Marne), est une femme politique française.
Elle commence son engagement politique en 1983 en devenant conseillère municipale de Reims.
Membre de l'UMP puis de LR, elle est députée de la deuxième circonscription de la Marne de 2002 à 2004 puis de 2007 à 2017. Elle est vice-présidente de l'Assemblée nationale entre 2008 et 2017.
Elle est présidente du Grand Reims de 2014 à 2024. Elle préside également l'Agence nationale pour la rénovation urbaine (ANRU) de 2022 à 2024.
En janvier 2024, cinq ans après avoir quitté LR, elle est nommée ministre du Travail, de la Santé et des Solidarités au sein du gouvernement Gabriel Attal. Dans le gouvernement Michel Barnier, formé en septembre 2024, elle est ministre du Partenariat avec les territoires et de la Décentralisation. Dans le gouvernement François Bayrou, formé en décembre 2024, elle est ministre du Travail, de la Santé, des Solidarités et des Familles.

## Famille et formation
Catherine Jeanne Marie Vautrin naît le 26 juillet 1960 à Reims du mariage d'André Vautrin, directeur de société, et de Françoise Laudy.
Elle est titulaire d'une maîtrise de droit des affaires de l'université Paris-Descartes en 1985.
Le 3 mars 2001, elle épouse Jean-Loup Pennaforte, médecin au centre hospitalier universitaire de Reims, interne des hôpitaux, chef de clinique, professeur des universités, chef des départements de médecine interne et d'hématologie à l'hôpital Robert-Debré, aujourd'hui retraité, issu lui-même d'une famille constituée de plusieurs générations de médecins et notables rémois,. Il a eu comme professeur Jean-Claude Étienne, professeur de médecine à Reims, sénateur UMP de la Marne et mentor politique de Catherine Vautrin,.
Elle donne naissance à une fille en 2002, deux jours après son élection à l'Assemblée nationale.

## Carrière professionnelle
De 1986 à 1999, Catherine Vautrin est cadre au sein du Groupe Cigna, d'abord comme chef de produit, puis directrice marketing et de la communication de Cigna France en 1989, de Cigna Europe de l'Ouest en 1995, de Cigna Europe continentale en 1997,.
De 1999 à 2002, elle devient directrice générale adjointe des services chargée des directions et des services opérationnels pour le conseil régional de Champagne-Ardenne.

## Parcours politique

### Premiers engagements (1983-1999)
« Choquée » par l'élection de François Mitterrand en 1981, Catherine Vautrin s'engage au sein du Rassemblement pour la République (RPR) cette même année et détient une première fois le mandat de conseillère municipale de Reims de 1983 à 1999.

### Députée (2002-2004)

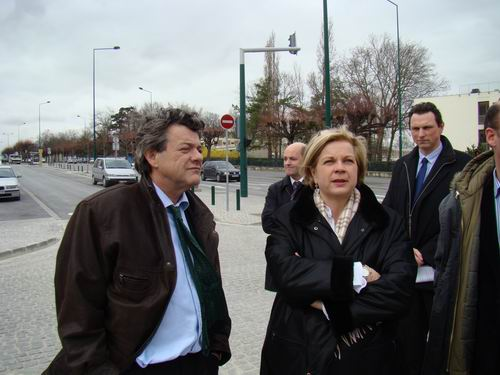
Jean-Louis Borloo et Catherine Vautrin à Reims en 2008.

Elle se présente aux élections législatives de 2002 dans la deuxième circonscription de la Marne. Le RPR récemment devenu l'Union pour un mouvement populaire (UMP) ne l'investit pas et lui préfère Claude Maffioli, président de la Confédération des syndicats médicaux français (CSMF). Elle reçoit cependant le soutien du RPR local et de Jean-Claude Étienne, député sortant et président du conseil régional de Champagne-Ardenne,. Au premier tour, elle arrive en tête de la droite avec 20,25 % des voix, devançant Claude Maffioli (11,77 %). Soutenue par l'UMP au second tour, elle est élue députée face à la députée européenne socialiste Adeline Hazan avec 53,95 % des suffrages.
À l'Assemblée nationale, Catherine Vautrin est membre de la commission des Affaires économiques et devient vice-présidente de la mission d’évaluation des conséquences économiques et sociales de la législation sur le temps de travail et rapporteure pour avis au nom de la commission des Affaires économiques sur le budget de l’économie, des finances et de l'industrie.

#### Loi «Dutreil» pour l'initiative économique
En 2003, elle est co-rapporteure, avec le député UMP Gilles Carrez, de la loi pour l'initiative économique, dite « loi Dutreil », un projet de loi élaboré par Renaud Dutreil, secrétaire d'État aux PME, au Commerce, à l'Artisanat, aux Professions libérales et à la Consommation,. Cette loi vise à faciliter l'accès à la création d'entreprise en simplifiant les démarches administratives et en allégeant la fiscalité. Il est notamment reproché[Par qui ?] à ce texte d'être un outil d'optimisation fiscale excessive pouvant entamer les finances de l'État français, car il permet une déduction fiscale de 75 % pour la transmission d'entreprises dans les secteurs de l'industrie, du commerce et de l'agriculture, ainsi que pour la transmission d'entreprises liées à une activité libérale. De plus, transmettre une entreprise de son vivant permet de bénéficier de cet avantage fiscal en évitant la taxation sur l'héritage.

#### Loi sur les signes religieux dans les écoles publiques françaises
En 2004, elle vote pour la loi sur les signes religieux dans les écoles publiques françaises interdisant notamment le port du voile à l'école. Cette loi inscrit dans le Code de l'éducation que :

« Dans les écoles, les collèges et les lycées publics, le port de signes ou tenues par lesquels les élèves manifestent ostensiblement une appartenance religieuse est interdit. »

Cette loi est toujours débattue aujourd'hui et fait l'objet de polémiques régulières dans les médias, ses partisans estimant que l'école doit être un endroit neutre sur le plan religieux alors que ses opposants y voient une limitation des droits fondamentaux et une cause d'aggravation des conflits ethnoreligieux déstabilisant la société française.

### Sous la seconde présidence de Jacques Chirac

#### Secrétaire d'État à l'Intégration et à l'Égalité des chances (2004)
Le 31 mars 2004, elle est nommée pour quelques mois secrétaire d'État à l'Intégration et à l'Égalité des Chances dans le troisième gouvernement Jean-Pierre Raffarin, sous l'autorité de Jean-Louis Borloo, ministre de l'Emploi, de la Cohésion sociale et du Logement.
Elle contribue à une importante augmentation de l'enveloppe de la dotation de solidarité urbaine au profit des communes les plus défavorisées, financée par une diminution des dotations aux intercommunalités.

#### Secrétaire d'État aux Personnes âgées (2004-2005)
Le 28 octobre 2004, elle devient secrétaire d'État aux Personnes âgées, toujours auprès de Jean-Louis Borloo, en remplacement de Hubert Falco.

##### Journée de solidarité envers les personnes âgées et handicapées
En 2005, elle porte l'instauration de la journée de solidarité envers les personnes âgées et handicapées, votée en juin 2004,.
Décidée après la canicule de l'été 2003 causant la mort de 15 000 personnes en France, cette loi fait du jour de la Pentecôte, qui jusque-là est un jour férié, une journée travaillée mais non rémunérée pour les salariés afin d'augmenter les moyens allouées aux personnes dépendantes.
Plusieurs sondages montrent qu'une majorité de Français se positionne contre cette réforme et la loi donne lieu à de fortes contestations de la part des syndicats ainsi que des partis politiques d'opposition, comme d'une partie la majorité, expliquant que les salariés sont les seuls mis à contribution. La question de la garde des enfants par les parents d'élèves suscite le rejet et la loi créé également un paradoxe pour le personnel des établissements scolaires : les élèves bénéficient toujours du jour férié mais le personnel d'encadrement et les professeurs ont tout de même l'obligation de participer à la « journée de solidarité » malgré leur absence.

#### Ministre déléguée à la Cohésion sociale et à la Parité (2005-2007)

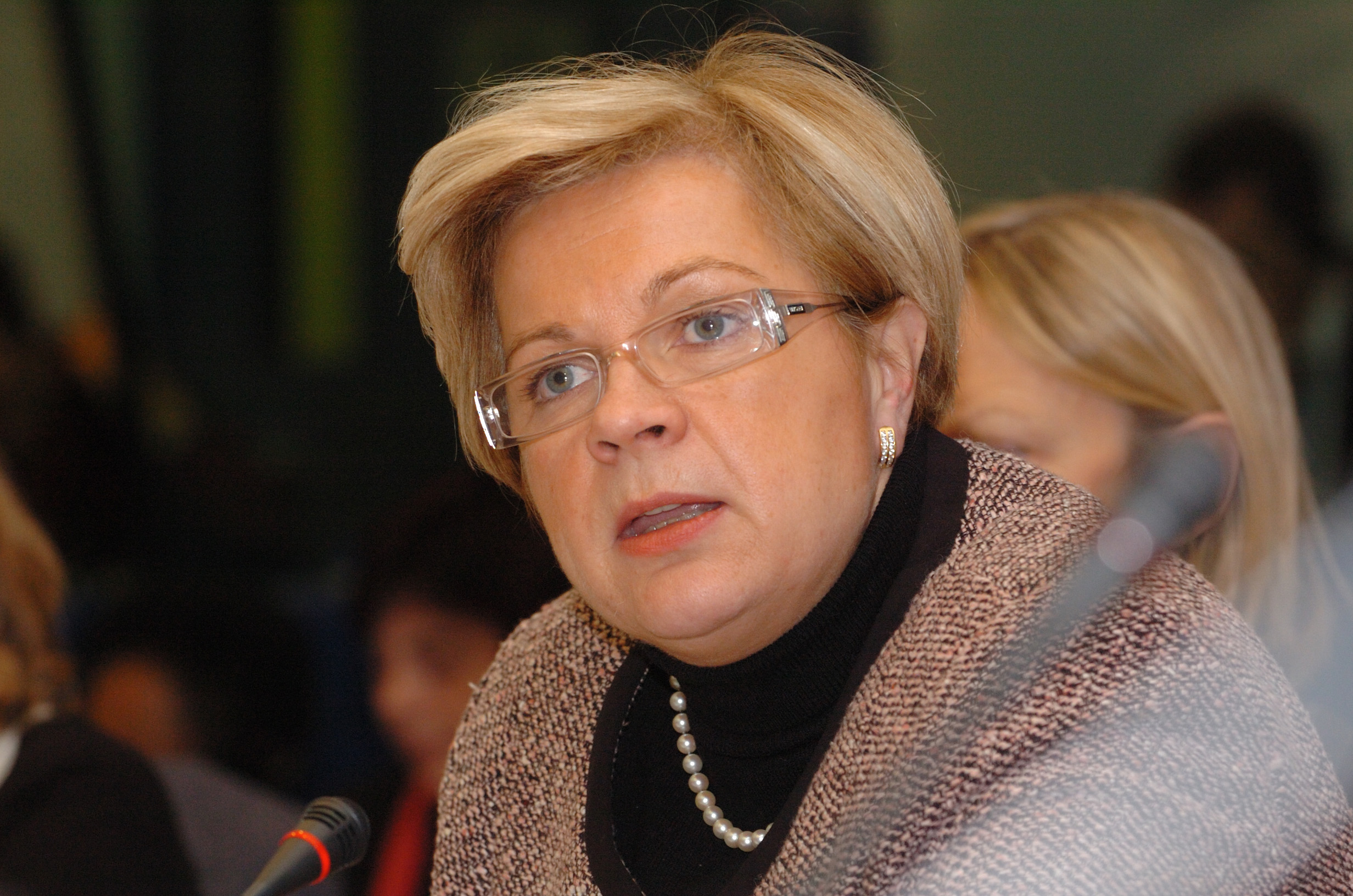
Catherine Vautrin en tant que ministre déléguée à la Cohésion sociale et à la Parité en 2006.

Le 2 juin 2005, elle est nommée ministre déléguée à la Cohésion sociale et à la Parité et dépend du même ministère de tutelle dirigé par Jean-Louis Borloo dans le gouvernement Dominique de Villepin après le remaniement ministériel faisant suite à la victoire du « non » au référendum sur la Constitution européenne.
Catherine Vautrin doit alors s'expliquer sur la disparition du ministère de la Parité et de l'Égalité professionnelle, un ministère à part entière, dans un gouvernement comptant déjà peu de femmes, au profit d'un ministère délégué qualifié de « demi-ministère » par Marie-Jo Zimmermann, présidente de la délégation de l'Assemblée nationale aux droits des femmes et rapporteure générale de l'Observatoire de la parité entre les femmes et les hommes.
Au cours de son mandat de ministre, elle est élue présidente de la fédération marnaise de l'UMP, en avril 2006, par 121 voix contre 116 face à son collègue Renaud Dutreil, ministre des PME, du Commerce, de l'Artisanat et des Professions libérales.
En octobre 2006, elle porte le projet de loi imposant la parité dans les exécutifs municipaux et régionaux et renforçant les sanctions en cas de non-respect de la parité aux élections législatives.
En mars 2007, elle lance le « 3919 », numéro d'appel unique pour les victimes de violences conjugales en France.
Si Patrick Doutreligne, délégué général de la Fondation Abbé-Pierre, souligne son sens de l’écoute et approuve « sa décision de rééquilibrer les dotations de l’État en faveur des communes urbaines les plus pauvres », Jean-Baptiste Legrand des Enfants de Don Quichotte la critique : « Elle ne nous prenait pas au sérieux, estimant que la cause que nous portions était de la poudre aux yeux ».

##### Loi pour l'hébergement des femmes victimes de violences en famille d'accueil
En décembre 2005, elle défend un texte de loi proposant l'hébergement en famille d'accueil de six mois à un an pour les femmes victimes des violences conjugales, jusque-là accueillis dans les foyers pour sans-abri. Elle propose également que les personnes accueillantes soient « d'anciennes assistantes maternelles ou des personnes impliquées dans le secteur caritatif. Leur formation serait supervisée par le conseil général ».
Ce dispositif, qualifié de « onéreux », est d'abord expérimentée en 2006 dans les départements de la Drôme, l'Ardèche et la Réunion,. Il prévoit un salaire de 612 euros par femme accueillie pour les familles d'accueils ainsi que presque 700 euros pour l'entretien et le loyer. Les professionnels du secteur médico-social, les adhérents des structures d'accueil et d'écoute critiquent ce texte, estimant que le gouvernement cherche à éviter de créer de nouveaux lits d'accueil.
Marie-Dominique de Suremain, déléguée nationale Solidarité femmes, explique :

« Accueillir une femme qui, bien souvent, se trouve en danger de mort n'a rien à voir avec l'accueil lié à la pauvreté ou à la maladie. […] Quand elles arrivent, ces femmes ont besoin d'un soutien psychologique, juridique et administratif. […] Elles sont souvent sous emprise et ne se vivent pas comme victimes. Accompagner une femme maltraitée est un apprentissage de plusieurs années demandant un travail d'équipe constant, qui doit être supervisé et évalué. »

L'association SOS femmes, par la voix d'Éliane Isnard, qualifie son expérimentation à Périgueux de « catastrophe : les accueillants avaient le sentiment de faire une bonne action, et les femmes vivaient très mal cette tutelle. Elles avaient l'impression d'être considérées comme des gamines ». Elle ajoute que la notion de « famille » est significative et « renvoie à l'idée que la femme victime doit être mise en situation de tutorat, de mineure ».
Catherine Vautrin répond à la critique en déclarant : « Je ne prétends pas que c'est la solution qui va répondre à tous les maux. Il faut élargir la palette. Je vais expérimenter avec prudence. Il faut notamment s'adapter au vécu social, économique et culturel de chaque femme ».

##### Échec du contrat première embauche (CPE)
Entre 2005 et 2006, elle promeut avec Jean-Louis Borloo et Azouz Begag la loi pour l'égalité des chances contenant notamment la création du contrat première embauche (CPE),.
L'argument principal contre ce texte est qu'il permet d'employer un jeune de moins de 26 ans dans un contrat à durée indéterminée assorti d’une très longue période d’essai de deux ans pendant laquelle l’employeur peut licencier son employé sans motif.
Donnant lieu à une forte contestation de mars à avril 2006, le texte est finalement retiré par Dominique de Villepin.

### Retour à Reims

#### Députée de la Marne (2007-2017)

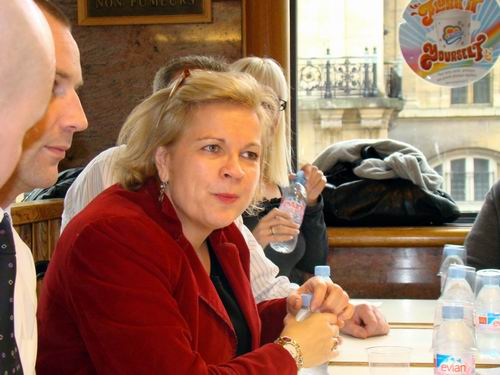
Catherine Vautrin en février 2008.

En juin 2007, Catherine Vautrin arrive largement en tête du premier tour des élections législatives avec 47,75 % des suffrages. Au second tour, elle rassemble 56,93 % face à la candidate du Parti socialiste Adeline Hazan.
À l'Assemblée nationale, elle est élue vice-présidente de la commission des Affaires économiques, de l'Environnement et du Territoire de juin 2007 à octobre 2008 et elle est membre du bureau de l'Assemblée.
Le 6 juillet 2007, elle annonce sa candidature aux élections municipales de 2008 à la mairie de Reims. En novembre, l'UMP choisit d'accorder son investiture à Renaud Dutreil, soutenu par Nicolas Sarkozy. Catherine Vautrin maintient toutefois sa candidature et se met « en congé de l'UMP » le temps de la campagne électorale. En janvier 2008, elle s'allie avec le candidat du MoDem Jean Marie Beaupuy et bénéficie du retrait du maire sortant divers droite Jean-Louis Schneiter, qui soutient leur liste commune à titre personnel,. À l'issue du premier tour, le 9 mars, elle obtient 25,19 % des suffrages, distancée par la liste de gauche d'Adeline Hazan (42,6 %) mais devant la liste officielle de Renaud Dutreil (23 %). Entre les deux tours, Renaud Dutreil retire sa candidature et apporte un « soutien tardif et du bout de lèvres » à Catherine Vautrin, qui reçoit l'investiture UMP. Cette dernière s'incline cependant au second tour face à la candidate de l'union de la gauche. Sa liste n'obtient que 43,93 % des voix, alors que la droite réunissait plus de 48 % au premier tour. Pour la première fois depuis 1977, la mairie de Reims bascule à gauche. Catherine Vautrin devient alors conseillère municipale d'opposition.
Le 25 juin 2008, Catherine Vautrin est désignée par les députés du groupe UMP pour devenir vice-présidente de l'Assemblée nationale en remplacement de Marc-Philippe Daubresse, à compter d'octobre 2008, dont les pairs n'ont pas renouvelé le mandat. Elle accède à la première vice-présidence de l'Assemblée nationale lorsque Marc Laffineur est nommé au gouvernement, en juin 2011.
Lors de l'élection législative de 2012, elle est réélue députée de la Marne avec 53,04 % des voix au second tour. Elle est également réélue vice-présidente de l’Assemblée en septembre, comme chaque année depuis 2008.
En décembre 2012, à la suite de la démission de Dominique Dord, elle est nommée trésorière nationale de l'UMP par Jean-François Copé, président de l'UMP. À la suite de l'affaire Bygmalion mettant en cause Nicolas Sarkozy, Jean-François Copé, lui aussi concerné par l'affaire, propose une démission collective du bureau politique de l'UMP, dont Catherine Vautrin.

##### Vote contre le «mariage pour tous» (2013)

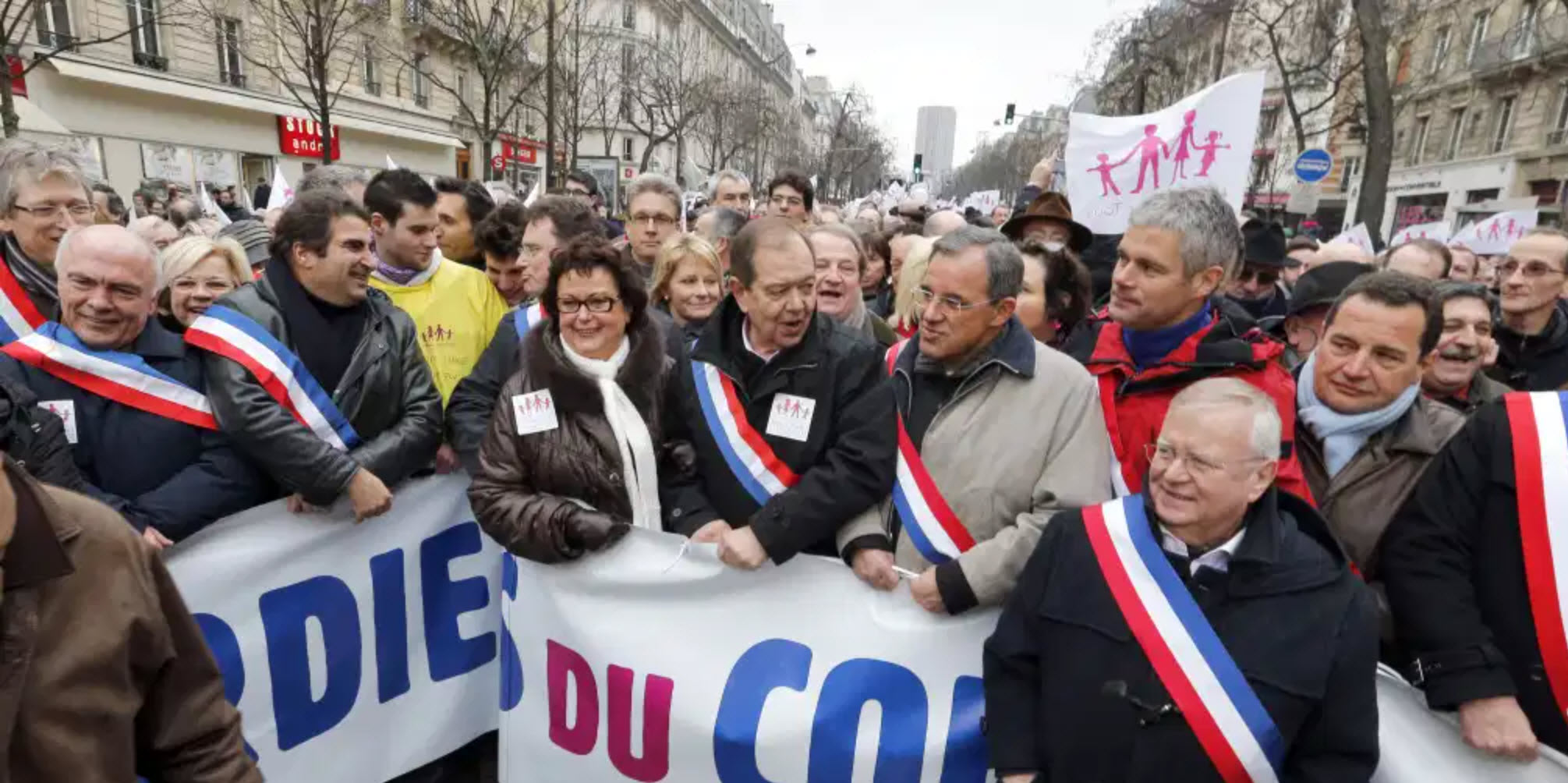
De gauche à droite : Marc Le Fur, Catherine Vautrin, Christian Jacob, Christine Boutin, Patrick Ollier, Thierry Mariani, Laurent Wauquiez, Jacques Myard, Jean-Frédéric Poisson participant à la Manif pour tous en 2013.

En 2013, elle vote contre la loi ouvrant le mariage aux personnes de même sexe dite « loi sur le mariage pour tous » et participe à la Manif pour tous,.
Opposée au droit à l'adoption pour les couples homosexuels, elle explique dans son discours du 30 janvier 2013 à la tribune de l'Assemblée nationale qu'autoriser le mariage pour les couples homosexuels, c'est ouvrir aussi le droit à l’adoption,. Pour elle, l'adoption par les couples homosexuels bouleverse la question de la filiation en induisant « une remise en cause de la présomption de paternité » et amène à reconnaitre ce qu'elle appelle « la parenté sociale aux dépens de la parenté biologique. », : « La dévolution de la parenté au conjoint pourrait engendrer dans certains cas une pluriparentalité ou faire de la parenté le tribut d’une volonté et non plus un fait biologique »,.
Elle estime que ce texte, en répondant à « la volonté des couples de même sexe de mieux organiser leur vie commune impose aux couples hétérosexuels une transformation de leurs droits » en substituant les parents et en créant une confusion entre « parenté » et « parentalité »,.
Elle estime également que ce texte est un « cheval de Troie » pour la procréation médicalement assistée (PMA) et la gestation pour autrui (GPA),.

#### Présidente de l'intercommunalité de Reims (2014-2024)

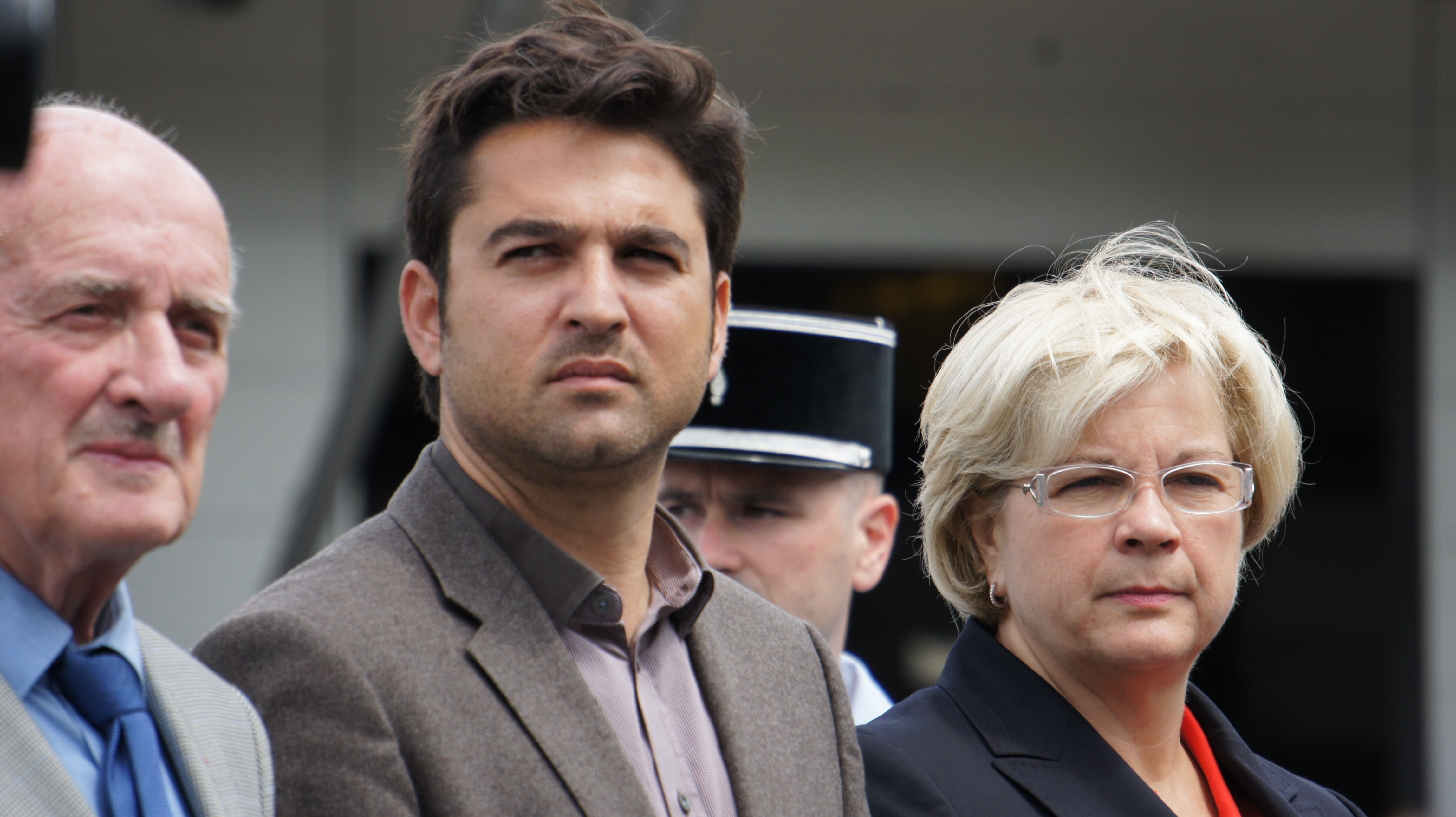
Arnaud Robinet et Catherine Vautrin en juin 2013.

À l'approche des élections municipales de 2014 à Reims, elle est en concurrence avec son collègue député Arnaud Robinet pour l'investiture UMP. Les deux élus forment finalement un ticket : Arnaud Robinet est tête de liste pour la mairie tandis que Catherine Vautrin figure en deuxième position et vise la présidence de la communauté d'agglomération de Reims,,. Après la victoire d'Arnaud Robinet à la mairie de Reims, elle accède le 14 avril 2014 à la présidence de l'agglomération de Reims Métropole.
Le 17 juin 2014, elle est élue présidente de l'Association des villes universitaires de France (AVUF) pour un mandat de trois ans. Elle est réélue à cette fonction en 2017, 2020 et 2023.
Le 9 janvier 2017, Catherine Vautrin est élue présidente de la communauté urbaine du Grand Reims — nouvelle intercommunalité regroupant 143 communes marnaises et 298 000 habitants — avec 177 voix sur 203.
Elle soutient Nicolas Sarkozy pour la primaire présidentielle de la droite et du centre de 2016. Le 29 août, elle est nommée porte-parole de sa campagne, en tandem avec Éric Ciotti. Lorsque Nicolas Sarkozy échoue au premier tour, elle apporte son soutien à François Fillon face à Alain Juppé. Le 1er mars 2017, dans le cadre de l'affaire Fillon, elle demande le retrait de François Fillon, devenu candidat LR à la présidentielle, souhaitant qu'il soit remplacé par un autre candidat et qu'il puisse défendre son honneur face à la justice.
En mai 2017, la semaine suivant l'élection d'Emmanuel Macron à la présidence de la République, Catherine Vautrin annonce être candidate à sa réélection à l'Assemblée nationale, délaissant la présidence du Grand Reims en cas de victoire. Au premier tour, elle rassemble 26,4 % des voix, devancée par la candidate de La République en marche Aina Kuric (34,3 %), alors considérée par la presse comme une inconnue ou une novice. Au second tour des élections législatives de 2017, Catherine Vautrin est battue de 660 voix, avec 48,8 % des suffrages.

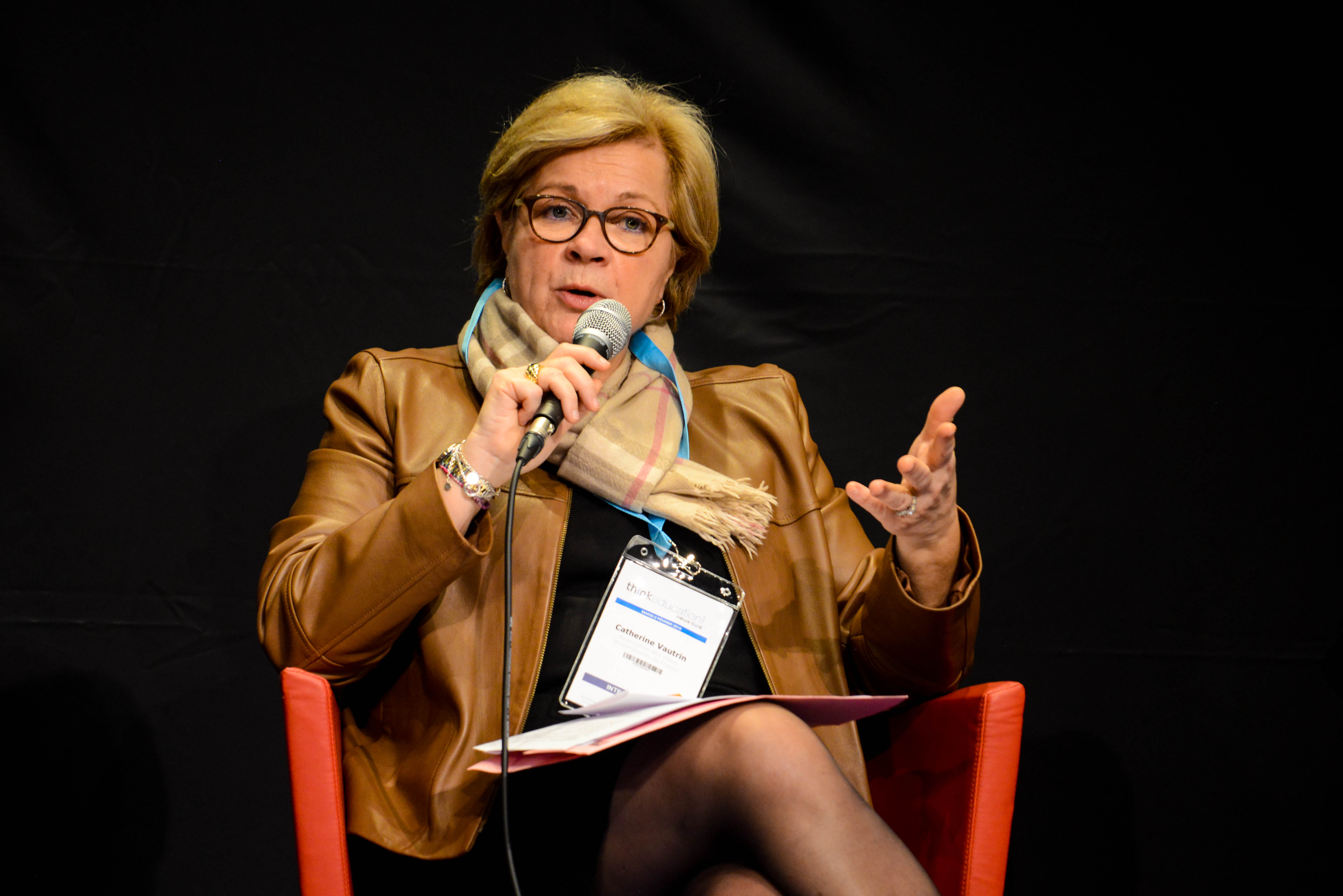
Catherine Vautrin en février 2016.

Après les défaites aux élections législatives de 2017, estimant ne plus se retrouver dans le parti UMP devenu Les Républicains (LR), elle s'en éloigne et révèle ne plus y cotiser au mois de juin 2019. Elle regrette notamment que le parti soit incapable de « répondre aux grands enjeux que sont le réchauffement climatique, l'indépendance économique et l'avenir de l'Europe ».
Lors des élections municipales de 2020, Catherine Vautrin figure à nouveau en deuxième position sur la liste d'Arnaud Robinet, qui remporte la mairie de Reims avec plus de 66 % des suffrages au premier tour. Le 10 juillet 2020, Catherine Vautrin est réélue présidente de la communauté urbaine du Grand Reims avec 196 voix sur 208 conseillers communautaires.
Le 5 novembre 2020, elle est élue au sein du conseil d'administration d'Intercommunalités de France, , et devient vice-présidente de l'association, en charge de l'Enseignement Supérieur.
Le 1er septembre 2022, elle est nommée présidente de l'Agence nationale pour la rénovation urbaine (ANRU).

### Sous la présidence d'Emmanuel Macron

#### Nomination avortée comme Première ministre (2022)
Catherine Vautrin ayant annoncé son soutien à Emmanuel Macron en vue de l'élection présidentielle de 2022, celui-ci la sollicite après le scrutin afin de remplacer Jean Castex au poste de Premier ministre.
Cependant, après une levée de boucliers de la part des proches d'Emmanuel Macron et de l'aile gauche du parti Renaissance (ex-LREM) fustigeant l'engagement de Catherine Vautrin contre le « Mariage pour tous », il choisit finalement Élisabeth Borne, « moins conservatrice et meilleure connaisseuse des arcanes de l'État »,.

#### Ministre du Travail, de la Santé et des Solidarités (2024)

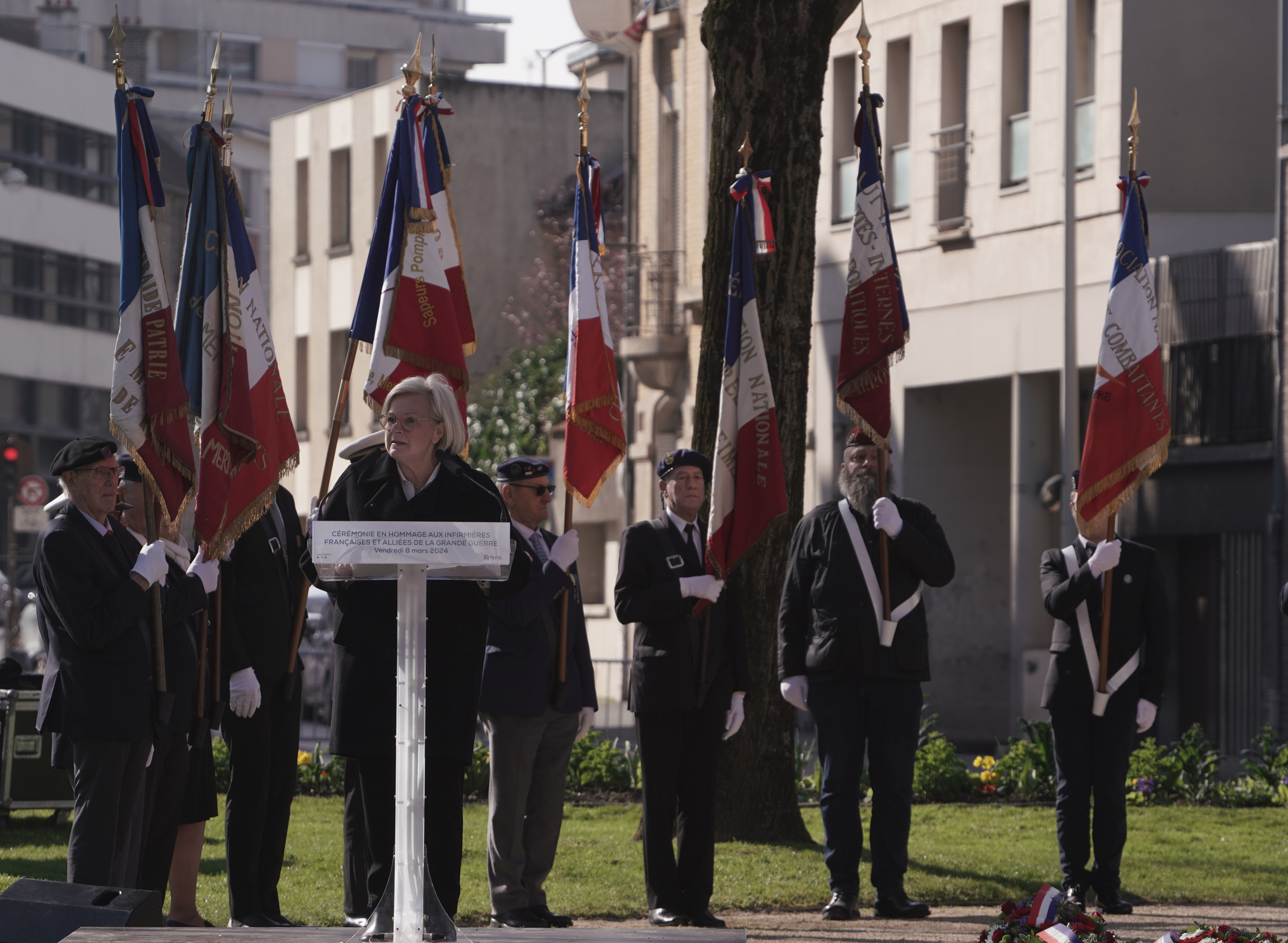
Catherine Vautrin en déplacement ministériel pour la Journée internationale des droits des femmes, le 8 mars 2024.

À la suite du remaniement ministériel du 11 janvier 2024 qui intervient après la démission du ministre de la Santé Aurélien Rousseau, en désaccord avec l'adoption du projet de loi immigration 2023, Catherine Vautrin succède à Olivier Dussopt, Aurore Bergé et Agnès Firmin-Le Bodo (ministre de la Santé après le départ d'Aurélien Rousseau) à la tête du ministère du Travail, de la Santé et des Solidarités au sein du gouvernement Gabriel Attal, un « super-ministère » rassemblant tous les ministères sociaux. C'est la première fois depuis Xavier Bertrand, ministre du Travail, de l'Emploi et de la Santé dans le troisième gouvernement François Fillon, de 2010 à 2012. À la suite de cette nomination, elle annonce sa démission de la présidence du Grand Reims le 16 janvier 2024.
Le Monde indique que « dans une Macronie accusée de parisianisme, Catherine Vautrin incarne l’ancrage territorial », mettant en avant son engagement politique à Reims. Son prédécesseur Jean-Louis Borloo estime qu'elle est « la bonne personne à la bonne place ».
Le 23 janvier 2024, elle déclare au Journal officiel la composition de son cabinet ministériel dont son directeur de cabinet Georges-François Leclerc, jusqu'ici préfet des Hauts-de-France et ancien directeur de cabinet de Roselyne Bachelot, alors elle-même ministre de la Santé.

#### Ministre du Partenariat avec les territoires et de la Décentralisation (2024)
Le 21 septembre 2024, elle est nommée ministre du Partenariat avec les territoires et de la Décentralisation dans le gouvernement de Michel Barnier.
Son ministère élargi comprend notamment l'ensemble des politiques territoriales. Elle est numéro trois sur l'ordre protocolaire et est aidée par trois ministres délégués. La presse explique ce choix comme une volonté d'apaisement entre l'État et les collectivités territoriales,.

#### Ministre du Travail, de la Santé, des Solidarités et des Familles (depuis 2024)
Le 23 décembre 2024, elle est nommée ministre du Travail, de la Santé, des Solidarités et des Familles dans le gouvernement de François Bayrou.

## Prises de position

### Fin de vie
Le 26 novembre 2004, Catherine Vautrin prend position comme secrétaire d'État aux Personnes âgées dans une déclaration à l'Assemblée nationale concernant la proposition de loi relative aux droits des malades et à la fin de vie. Elle marque une préférence appuyée pour les soins palliatifs pour les malades « n'étant plus en mesure d'exprimer leur volonté », permettant « une plus grande qualité de vie possible jusqu'à la mort, que ne permettent ni l'obstination thérapeutique déraisonnable ni les démarches, inacceptables, d'euthanasie active », révélant son opposition au principe de l'euthanasie volontaire,.
Devenue ministre du Travail, de la Santé et des Solidarités, en janvier 2024, elle déclare lors de sa première interview accordée à Europe 1-CNews ne pas avoir de difficulté à aborder le sujet de l'aide active à mourir mais que le gouvernement devra « légiférer d’une main tremblante ».

### Interruption volontaire de grossesse (IVG)
En 2017, Catherine Vautrin, Éric Ciotti et François Fillon saisissent le Conseil constitutionnel pour censurer la loi contre le délit d'entrave numérique à l'interruption volontaire de grossesse (IVG) permettant la pénalisation des sites Internet diffusant de fausses informations sur l'IVG.

### Mariage homosexuel et filiation
Opposée au droit à l'adoption pour les couple homosexuels, elle vote contre la loi ouvrant le mariage aux personnes de même sexe dite « Mariage pour tous » (voir infra), et participe à La Manif pour tous, en 2013,.
Elle se dit pour « une alliance civile pour deux personnes du même sexe avec des droits patrimoniaux » plutôt qu'à l'ouverture d'un droit au mariage pour les couples homosexuels qui permettrait le droit à l'adoption,, . Selon elle, il s'agit d'« une remise en cause de la présomption de paternité » et revient à reconnaître « la parenté sociale aux dépens de la parenté biologique », ce qu'elle considère comme un bouleversement de la notion de filiation, : « La dévolution de la parenté au conjoint pourrait engendrer dans certains cas une pluriparentalité ou faire de la parenté le tribut d’une volonté et non plus un fait biologique »,.
Le mariage homosexuel constitue, selon elle, une transformation des droits des couples hétérosexuels, en substituant les parents et en créant une confusion entre « parenté » et « parentalité »,.
Elle se dit opposée à la procréation médicalement assistée (PMA) et la gestation pour autrui (GPA) qui sont, selon elle, une suite logique à l'adoption du mariage homosexuel,.
Pour elle, « le mariage [symbolise] un engagement, une responsabilité de structurer notre société en fixant les différences entre les sexes et les générations »,.
Sollicitée pour devenir Première ministre en 2022 puis écartée à cause de ses positions contre le « Mariage pour tous », elle publie un tweet le 21 avril 2023 dans lequel elle dit regretter son vote et ajoute qu'elle aurait dû « anticiper les attentes de la société »,.

### Travail non rémunéré
Elle avance en 2025 l'idée d’augmenter de sept heures dans l’année le temps de travail des salariés, sans que celles-ci soient rémunérées, pour financer le système social français.

## Controverses

### Cash Investigation
Le 13 septembre 2016, Catherine Vautrin apparaît dans le magazine Cash Investigation dans l'épisode « Industries agro-alimentaires : business contre santé » en compagnie de plusieurs parlementaires, dont Michel Raison, lors d’une soirée organisée par le lobby de l'agro-alimentaire représenté par l’Association nationale des industries alimentaires (ANIA). Catherine Vautrin y assiste à la création de « la Communauté du bien manger », qui met en avant la consommation de produits français.

### Label «égalité hommes-femmes»
Le 10 octobre 2005, elle décerne le label « égalité hommes-femmes » au groupe AXA, spécialisé dans l'assurance et dans la gestion d'actifs, en tant que ministre déléguée à la Parité, pour avoir dévolu 750 000 euros sur 3 ans (soit 250 000 euros par an) à réduire les écarts de salaire entre hommes et femmes.
Louis Maurin, directeur et fondateur de l’Observatoire des inégalités, pointe l'hypocrisie de la situation car les entreprises ne s'étant que peu engagées sur ce sujet, AXA n'a pas beaucoup d'efforts à fournir pour obtenir ce label. Par ailleurs, ce montant représente une très faible part de son chiffre d'affaires (0,001 % de son chiffre d'affaires en France) et lui permet une opération de communication à moindre frais, tout en étant adoubée par l'institution et relayée par la presse.
Louis Maurin rappelle que cette faible participation, en proportion des moyens de l'entreprise, arrive dans un contexte où les 14 membres du directoire du groupe touchent 26 millions d’euros. À titre de comparaison, il ajoute que la rémunération de Henri de Castries, président du directoire, s'élève à elle seule à 2,5 millions d'euros, en 2005, auxquels s'ajoutent un cumul de 5,6 millions d’euros de stock options (soit 10 fois le montant dédié par AXA à l’égalité hommes-femmes).
Louis Maurin fustige également le principe même du label :

« Ces labels, comme le discours autour de la « diversité », disposent d’une très grande audience (ils sont aussi diffusés avec de grands moyens). Ils sont difficilement critiquables en tant que tels : réduire les inégalités entre hommes et femmes, entre blancs et personnes de couleur ou entre invalides et bien portants, est une bonne chose tant la France est très en retard dans ces domaines. Mais ils permettent, en même temps, de masquer des écarts de revenus considérables (des centaines d’années de Smic parfois entre le haut et le bas de la hiérarchie), le développement de la précarité des contrats de travail, qui frappe au premier chef les populations que l’on dit vouloir favoriser… Ces bonnes actions à très faible coût constituent des opérations de communication qui occultent l’essentiel des inégalités au sein des entreprises. »

## Affaire judiciaire
Le 6 octobre 2014, dans le cadre d'une information judiciaire ouverte par le parquet de Paris, Catherine Vautrin est mise en examen en qualité d'ex-trésorière de l'UMP, tout comme l'ancien président de l'UMP Jean-François Copé, pour « abus de confiance » dans l'affaire dite « des pénalités de Nicolas Sarkozy ». Le Conseil constitutionnel ayant rejeté les comptes de campagne de Nicolas Sarkozy en 2012 pour « dépassement du plafond autorisé »,. Un non-lieu est prononcé pour tous les accusés jugés dans cette affaire par le juge Renaud van Ruymbeke, en 2015.

## Détail des mandats et fonctions

### Au gouvernement
- Secrétaire d'État chargée de l'Intégration et de l'Égalité des chances, auprès du ministre de l'Emploi, du Travail et de la Cohésion sociale du troisième gouvernement Jean-Pierre Raffarin (du 31 mars au 28 octobre 2004) ;
- Secrétaire d'État aux Personnes âgées, auprès du ministre de l'emploi, du Travail et de la Cohésion sociale du troisième gouvernement Jean-Pierre Raffarin (du 28 octobre 2004 au 31 mai 2005) ;
- Ministre déléguée à la Cohésion sociale et à la Parité du gouvernement Dominique de Villepin (du 2 juin 2005 au 15 mai 2007) ;
- Ministre du Travail, de la Santé et des Solidarités du gouvernement Gabriel Attal (du 11 janvier au 21 septembre 2024) ;
- Ministre du Partenariat avec les territoires et de la Décentralisation du gouvernement Michel Barnier (du 21 septembre au 23 décembre 2024) ;
- Ministre du Travail, de la Santé, des Solidarités et des Familles du gouvernement François Bayrou (depuis le 23 décembre 2024).

### À l’Assemblée nationale
- 2002-2004 ; 2007-2017 : député de la deuxième circonscription de la Marne
- 2008-2017 : vice-présidente de l’Assemblée nationale

### Au niveau local
- 1983-1999 : conseillère municipale de Reims
- À partir de 2006 : présidente du comité départemental UMP de la Marne
- À partir de 2008 : conseillère municipale d'opposition à Reims
- 2014-2024 : présidente de Grand Reims[97],[98]

### Autres fonctions
- 2022 : présidente de l'Agence nationale pour la rénovation urbaine (Anru).

## Synthèse des résultats électoraux

### Élections législatives
| Année | Parti | Parti           | Circonscription | 1er tour | 1er tour | 1er tour | 2d tour | 2d tour | 2d tour |
| Année | Parti | Parti           | Circonscription | Voix     | %        | Rang     | Voix    | %       | Issue   |
| ----- | ----- | --------------- | --------------- | -------- | -------- | -------- | ------- | ------- | ------- |
| 2002  |       | DVD-RPR (diss.) | 2e de la Marne  | 7 800    | 20,25    | 2e       | 19 273  | 53,95   | Élue    |
| 2007  |       | UMP             | 2e de la Marne  | 17 996   | 47,75    | 1re      | 20 511  | 56,93   | Élue    |
| 2012  |       | UMP             | 2e de la Marne  | 16 703   | 41,81    | 1re      | 20 640  | 53,04   | Élue    |
| 2017  |       | LR              | 2e de la Marne  | 9 115    | 26,44    | 2e       | 13 508  | 48,79   | Battue  |

### Élections municipales
| Année | Parti | Parti             | Commune | Position      | 1er tour | 1er tour | 1er tour | 2d tour | 2d tour | 2d tour |
| Année | Parti | Parti             | Commune | Position      | Voix     | %        | Rang     | Voix    | %       | Sièges  |
| ----- | ----- | ----------------- | ------- | ------------- | -------- | -------- | -------- | ------- | ------- | ------- |
| 2008  |       | MoDem-DVD (diss.) | Reims   | Tête de liste | 13 573   | 25,19    | 2e       | 24 072  | 43,93   | 13 / 59 |

## Décorations
Le 13 juillet 2018, Catherine Vautrin est nommée au grade de chevalier dans l'ordre national de la Légion d'honneur au titre d'« ancienne ministre, ancienne députée de la Marne, présidente d’une communauté d’agglomération ; 34 ans de services ».